# Уколова, Виктория Ивановна
Викто́рия Ива́новна Уко́лова (род. 11 мая 1944 года) — советский и российский историк-антиковед и медиевист. Доктор исторических наук (1987), профессор (1994), заведующая кафедрой всемирной и отечественной истории МГИМО (У) МИД России. 

## Биография
Родилась в семье фронтовика. В 1962 году окончила общеобразовательную школу № 2 г. Ромны Сумской области УССР. Окончила исторический факультет (1967) и аспирантуру (1970) МГУ им. М. В. Ломоносова, специализировалась по кафедре истории Средних веков.
В 1971 году защитила кандидатскую диссертацию на тему «Боэций и его время. К истории западноевропейской образованности раннего Средневековья». До 1974 года работала научным сотрудником Института истории, филологии и философии СО АН СССР (г. Новосибирск) и преподавала в Новосибирском государственном университете. В 1973 году стала лауреатом Первого Всесоюзного конкурса молодых учёных по общественным наукам. В 1974—1979 годах заведовала сектором ЦК ВЛКСМ.
С 1979 года работала в Институте всеобщей истории, в том числе заведующей отделом и заместителем директора (1988—1998). В 1987 году защитила докторскую диссертацию «Роль античного наследия в формировании культуры раннего Средневековья в Западной Европе (конец V — первая половина VII в.)». Профессор РГГУ с 1991 года.
В 1996 году пришла работать в МГИМО, с 1998 где возглавила кафедру всемирной и отечественной истории; с 2009 года преподаёт также в НИУ ВШЭ. Заместитель председателя экспертного совета по истории ВАК России (1999—2013). Член бюро Российской ассоциации медиевистов и историков раннего Нового времени. Председатель редколлегии издания РАН «Памятники исторической мысли», член редколлегий журналов «Вестник древней истории», «Средние века» и др.
Почётный работник высшего профессионального образования Российской Федерации (2004).
Основная область научных интересов — история и культура позднеантичного Рима и раннесредневековой Европы (V—VII века). В кругу историков по аналогии с Боэцием, чью жизнь она изучала, Викторию Ивановну называют «последней римлянкой».
Автор более десяти монографий, около 300 статей и публикаций.

## Основные работы
Монографии на русском языке:
- Уколова В. И. «Последний римлянин» Боэций. — М., Наука, 1987.
- Уколова В. И. Античное наследие и культура раннего средневековья. — М., Наука, 1989. (2-е изд. — 2010, 3-е — 2016).
- Уколова В. И. Поздний Рим. Пять портретов. — М., Наука, 1992 (Из истории мировой культуры)
- Уколова В. И., Немировский А. И. Свет звёзд, или последний Розенкрейцер. — М., 1994.
- Уколова В. И. Античность: история и культура. В 2-х тт. — М., 1999.
- Уколова В. И. История для завтрашнего дня. — М., 2001. (в соавт.).
- Всемирная история. В 6 томах / гл. ред. А. О. Чубарьян. Институт всеобщей истории РАН. — М.: Наука, 2011. — Т. 1: Древний мир. — 822 с. — 1000 экз. — ISBN 978-5-02-036726-5. (отв. ред. тома вместе с В. А. Головиной, а также автор и соавтор глав).

Монографии на иностранных языках:
- Ukolova V.I. Feudal Society and its Culture (в соавторстве) — М., 1987.
- Ukolova V.I. Last romans and European culture — М., 1990.
- Ukolova V.I. Intellectual life in the middle age — М., 1990.
- Ukolova V.I. Three defeats or the happy life of Flavius Cassiodorus // Journal of ancient civilizations (China) 1993.
- Ukolova V.I. Los ultimos Romanos et cultura europea. — M., 1991.